# 海因里希·楞次
海因里希·弗里德里希·埃米尔·楞次（德語：Heinrich Friedrich Emil Lenz，1804年2月24日—1865年2月10日），俄语名埃米尔·赫里斯季安诺维奇·楞次（俄语：Эмилий Христианович Ленц），波罗的海德意志人，俄国物理学家。
楞次1804年出生于被俄国占領的爱沙尼亚德尔帕特市（今爱沙尼亚共和国的塔尔图），16岁时以优异的成绩考入德尔帕特大学。1828年，楞次当选俄国圣彼得堡科学院的初级科学助理，1830年当选为圣彼得堡科学院通讯院士，1834年成为院士。1836年到1865年任圣彼得堡大学教授，1840年担任圣彼得堡大学数学物理系系主任，1863年当选为第一任校长。楞次1865年在意大利罗马因中风逝世。
楞次总结了安培的电动力学与法拉第的电磁感应现象后，于1833年在圣彼得堡科学院宣读了题为“关于用电动力学方法决定感生电流方向”的论文，提出了感應电动势阻止产生电磁感应的磁铁或线圈的运动，后来这条定律被称为楞次定律，在1834年的《物理学和化学年鉴》上发表。随后德国物理学家亥姆霍兹证明楞次定律实际上是电磁现象的能量守恒定律。
1842年，楞次独立于英国物理学家焦耳确定了电流与其所产生的热量的关系，也就是焦耳定律，因此焦耳定律也被称为焦耳－楞次定律。楞次还研究了不同金属的电阻率，以及电阻率与温度的关系。
除此之外，在楞次的倡导与协助下，1845年成立了俄国地理学会。